# Wat maak je menu?
Wat maak je menu? (gestyleerd als Wat maak je Menu?)  is een Nederlands kookprogramma van NPO Zapp uit 2020. Dit programma wordt gepresenteerd door Marius en Jasper Gottlieb.
In het programma koken Marius en Jasper samen met een kind 3 gerechten, waarvan het voorgerecht en het hoofdgerecht een bijzonder ingrediënt bevat. Het nagerecht is een normaal gerecht.
Verder lost Freddy een smaakprobleem van een kind op.